# Trịnh Tường
Trịnh Tường là một xã thuộc huyện Bát Xát, tỉnh Lào Cai, Việt Nam. Có diện tích là 19,99 km² với dân số khoảng 6700. Xã nằm ở độ cao 950-1250m so với mực nước biển.

## Địa lý
Xã Trịnh Tường nằm ở phía bắc của huyện Bát Xát, cách huyện lỵ 32 km về phía tây bắc, có vị trí địa lý:
- Phía đông giáp trấn Hà Khẩu (河口镇)[3] huyện Hà Khẩu[4] châu Hồng Hà tỉnh Vân Nam Trung Quốc và giáp xã Cốc Mỳ
- Phía nam giáp xã Cốc Mỳ và xã Dền Sáng
- Phía tây giáp các xã Y Tý, A Lù (góc phía cực tây) và Nậm Chạc
- Phía bắc giáp xã Nậm Chạc và đông bắc giáp trấn Hà Khẩu Trung Quốc (sông Hồng là đoạn biên giới quốc gia tự nhiên với chiều dài 8 km).

### Địa hình
Xã Trịnh Tường là xã vùng núi cao, địa hình phức tạp do bị chia cắt bởi các dãy núi cao và khe sâu, phần giáp sông Hồng có địa hình núi thấp.

## Hành chính
Xã Trịnh Tường được chia thành 21 thôn bản.
nổi tiếng
xã trịnh tường nổi tiếng với câu chuyện ngu công xã trịnh tường